# 中點三角形
一個三角形的中點三角形是原三角形的三邊的中點所組成的三角形。它可以視為以質心為原點、-0.5為比例的位似變換的原三角形的鏡象。
中點三角形和原三角形相似，邊長比為1:2，面積比為1:4。
| 中點三角形 | 原三角形    |
| 質心       | 質心        |
| 垂心       | 外心        |
| 外心       | 九點圓心    |
| 葛爾剛點   | Mittenpunkt |

各跟中點三角形共一邊，且在原三角形內的三個三角形，其內切圓與中點三角形的邊有三個切點。將切點和中點三角形的對應頂點連起，得出的三線交於一點，此點為中點三角形的奈格爾點，同時為原三角形的內心。